# Кастелнуово Бормида
Кастелнуово Бормида (итал. Castelnuovo Bormida) је насеље у Италији у округу Алесандрија, региону Пијемонт.
Према процени из 2011. у насељу је живело 564 становника. Насеље се налази на надморској висини од 125 м.

## Становништво
| 1936. | 1951. | 1961. | 1971. | 1981. | 1991. | 2001. | 2011. |
| ----- | ----- | ----- | ----- | ----- | ----- | ----- | ----- |
| 1.548 | 1.416 | 1.200 | 969   | 755   | 702   | 648   | 680   |